# Caja de Ávila
Caja de Ávila, oficialmente Caja de Ahorros y Monte de Piedad de Ávila, fue una entidad financiera española de carácter local y naturaleza fundacional, constituida en 1985 como caja de ahorros. Tuvo su sede en la ciudad de Ávila y desarrolló una intensa labor bancaria y social en la provincia. En 2010 se integró en el grupo Banco Financiero y de Ahorros (BFA), matriz de Bankia, y fue disuelta en 2012 en el marco de la reestructuración del sistema financiero español. Su obra social fue asumida por la Fundación Caja de Ávila, actualmente conocida como Fundación Ávila.

## Historia
En 1985 se constituyó mediante la fusión de la Caja General de Ahorros y Monte de Piedad de Ávila (fundada en 1878) y la Caja Central de Ahorros y Préstamos de Ávila (1918), tal y como autorizó la Junta de Castilla y León en su orden de 31 de diciembre de 1984 publicada en el BOE (BOE-A‑1985‑12302).
En diciembre de 2010 la entidad integró su negocio financiero en el SIP Banco Financiero y de Ahorros (BFA), junto a Caja Madrid, Bancaja, Caixa Laietana, Caja de Canarias, Caja Segovia y Caja Rioja, en una fusión fría liderada por Caja Madrid.  BFA comenzó a operar el 1 de enero de 2011 y canalizó su negocio a la filial Bankia.
Tras la intervención del banco por parte del Estado en mayo de 2012, las cajas fundadoras perdieron su participación en BFA‑Bankia. Caja de Ávila fue disuelta el 27 de noviembre de 2012 y su obra social pasó a una nueva fundación: la Fundación Caja de Ávila, constituida formalmente en febrero de 2014 y renombrada como Fundación Ávila en diciembre de 2017.